# アキー
アキー（英: ackee または akee、学名: Blighia sapida）は、ムクロジ科アキー属の樹木またはその果実。ジャマイカの食文化に重要な果実である。

## 植物学上の特徴と分布
熱帯西アフリカ象牙海岸および黄金海岸の森林に原産、常緑樹で高さは15メートルにまでなる。小さな緑がかった花の長い総状花序に続き、赤または黄、橙色の果実は内部が3裂片に分かれており、それぞれに5 - 10センチメートルの長さで光沢のある黒く丸い種子と黄色の果肉（仮種皮）が入っている。熟れると自然に裂開し、多肉質の仮種皮の先端に付いた種子が露わになる。
1770年代に奴隷船によって西アフリカからジャマイカにもたらされたと考えられている。1793年、イギリス海軍の士官ウィリアム・ブライによってヨーロッパに紹介された。属名の Blighia はブライを記念して付けられ、種小名の sapida は、水を石鹸のように泡立たせる成分（サポニン）が種子に含まれていることを指している。

## 利用
原産地の西アフリカではほとんど食用にされず、移植されたジャマイカでのみ食べられる。果肉（仮種皮）を野菜のように調理して食される果実で、味はフルーツの甘味が無く、クルミのように脂肪分のコクがある。未熟の時は有毒で、外側の赤い皮が弾けると食べられるようになる。ただし、完熟時でも果肉の下にある膜の部分は毒を含んでいるため、調理時に取り除かれる。
ジャマイカではとても好まれる食材で、卵に似た黄色いアキーの果肉と塩漬けのタラを炒めた「アキー・アンド・ソルトフィッシュ」はジャマイカの国民食と言われている。ジャマイカではアキーの缶詰が流通しており、日本や  北米などの地域でも一部のジャマイカ料理店で缶詰を調理したアキー料理を食べることが可能である。

## 毒性
未熟のアキーには、高濃度のヒポグリシンというシクロプロパンを含むアミノ酸系の毒物が含まれている。原産地の西アフリカではアキーを漁の魚毒として利用している。人間がヒポグリシンを摂取すると痙攣、昏睡、致死性の脳症などを誘発し、最悪の場合は数時間で死亡する危険性がある。ジャマイカや西アフリカではアキーの摂取が原因の死亡事故が報告されており、この病気はジャマイカ嘔吐病と呼ばれている。
過去にアメリカのFDA（日本の厚生省にあたる）はアキーには健康上の問題があるとして、米国内で流通していたアキーの缶詰を回収している。

## ギャラリー

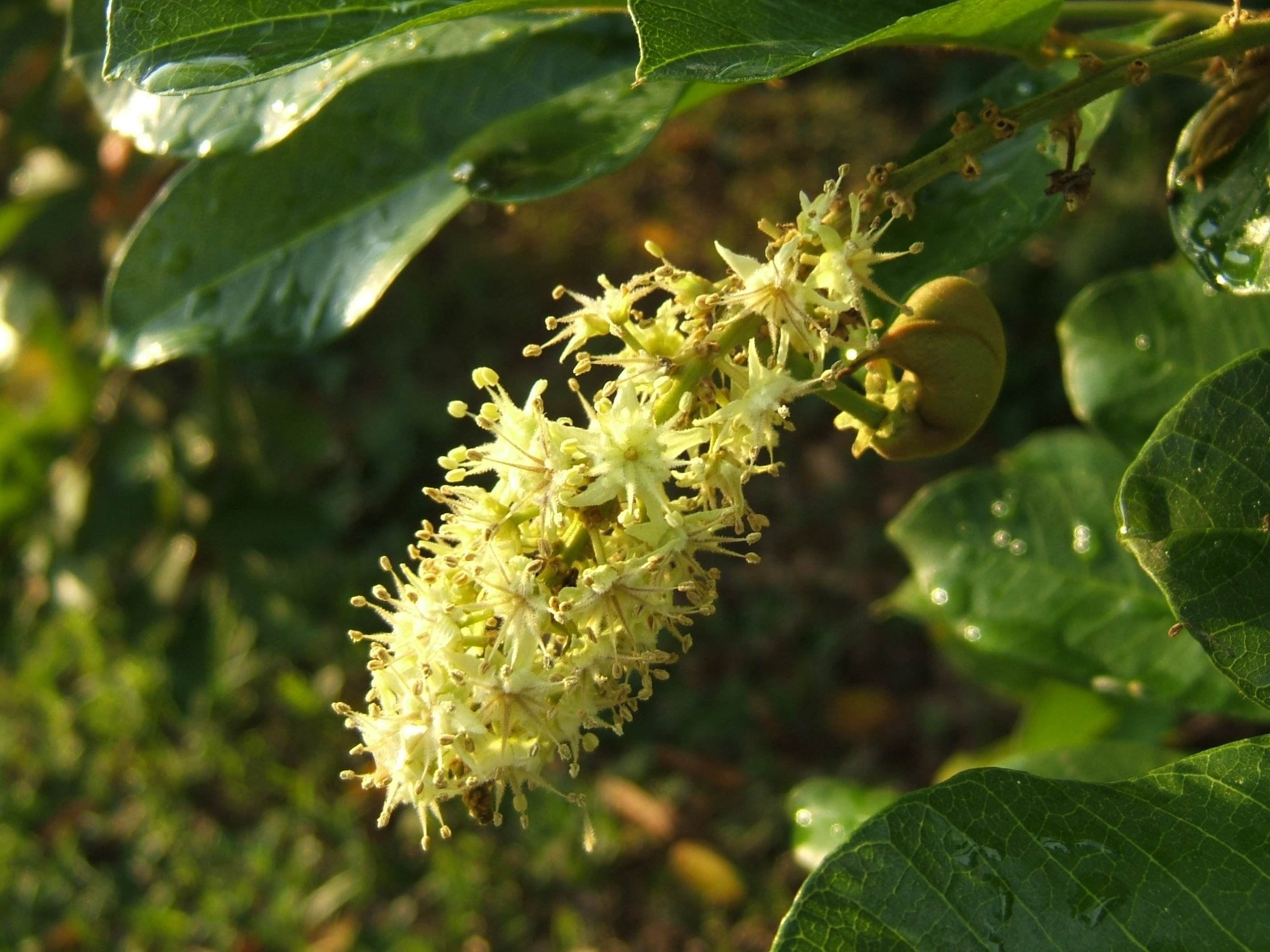
花
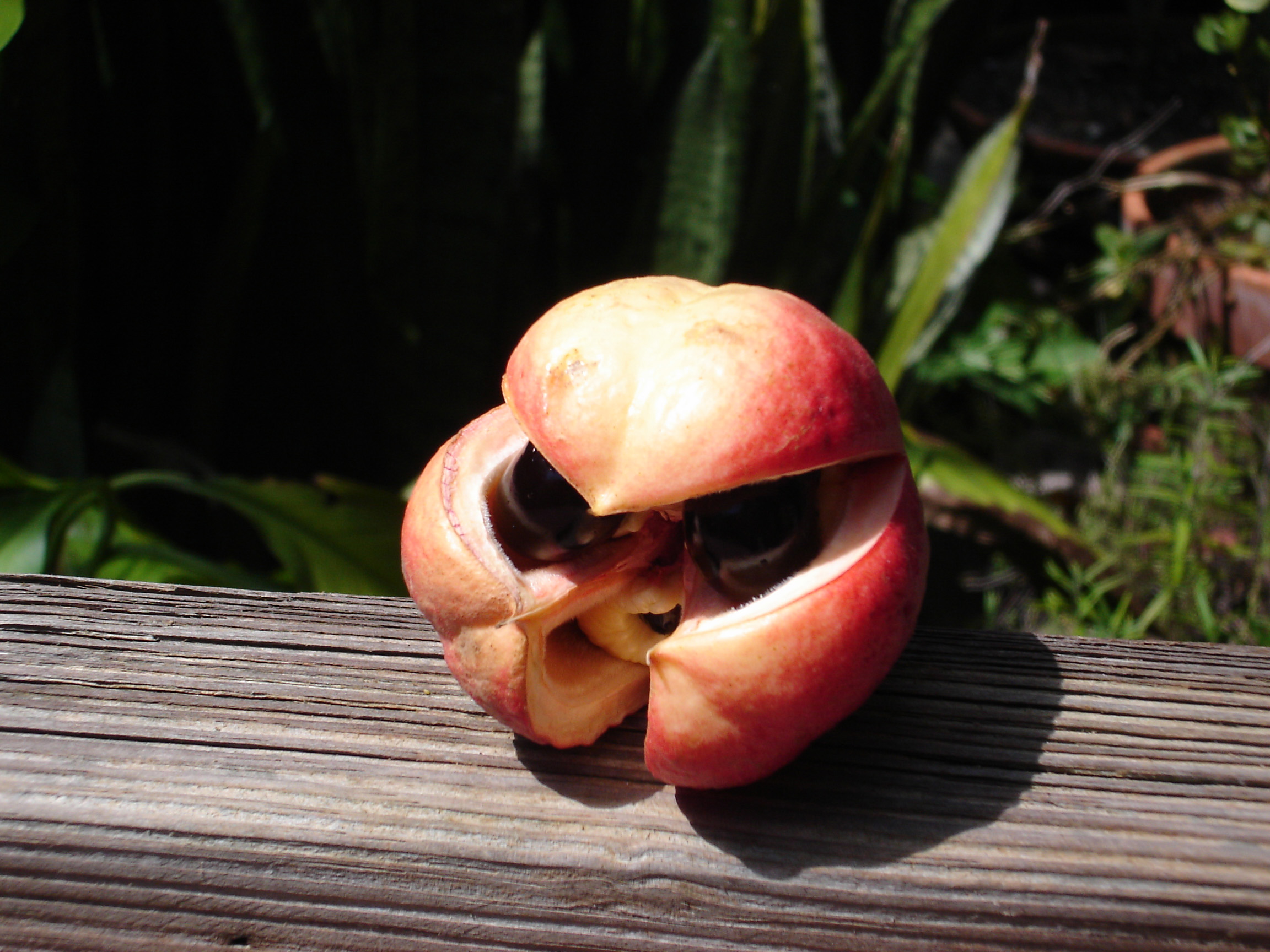
完熟して三裂した果実
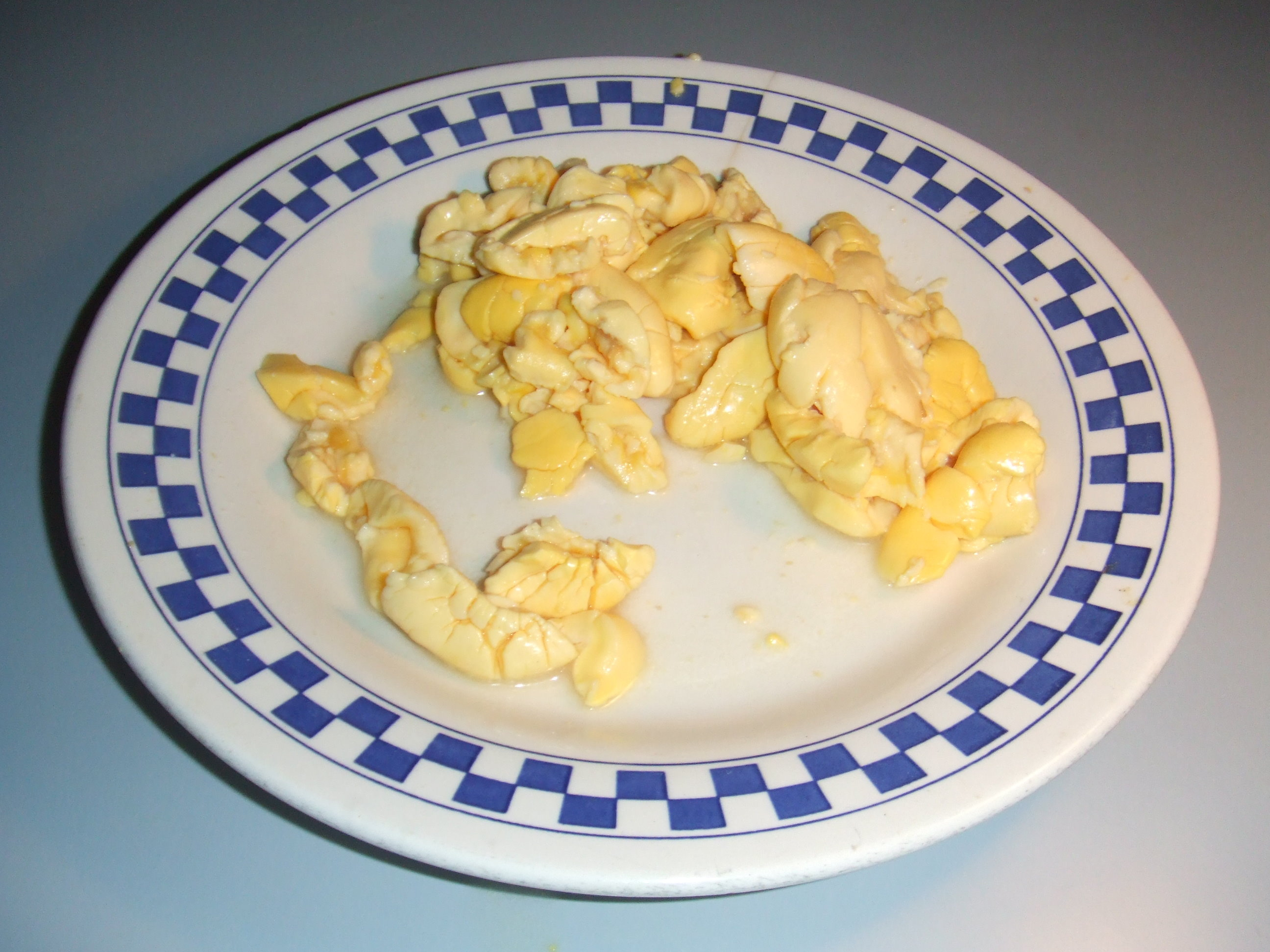
缶詰から出した完熟の果肉
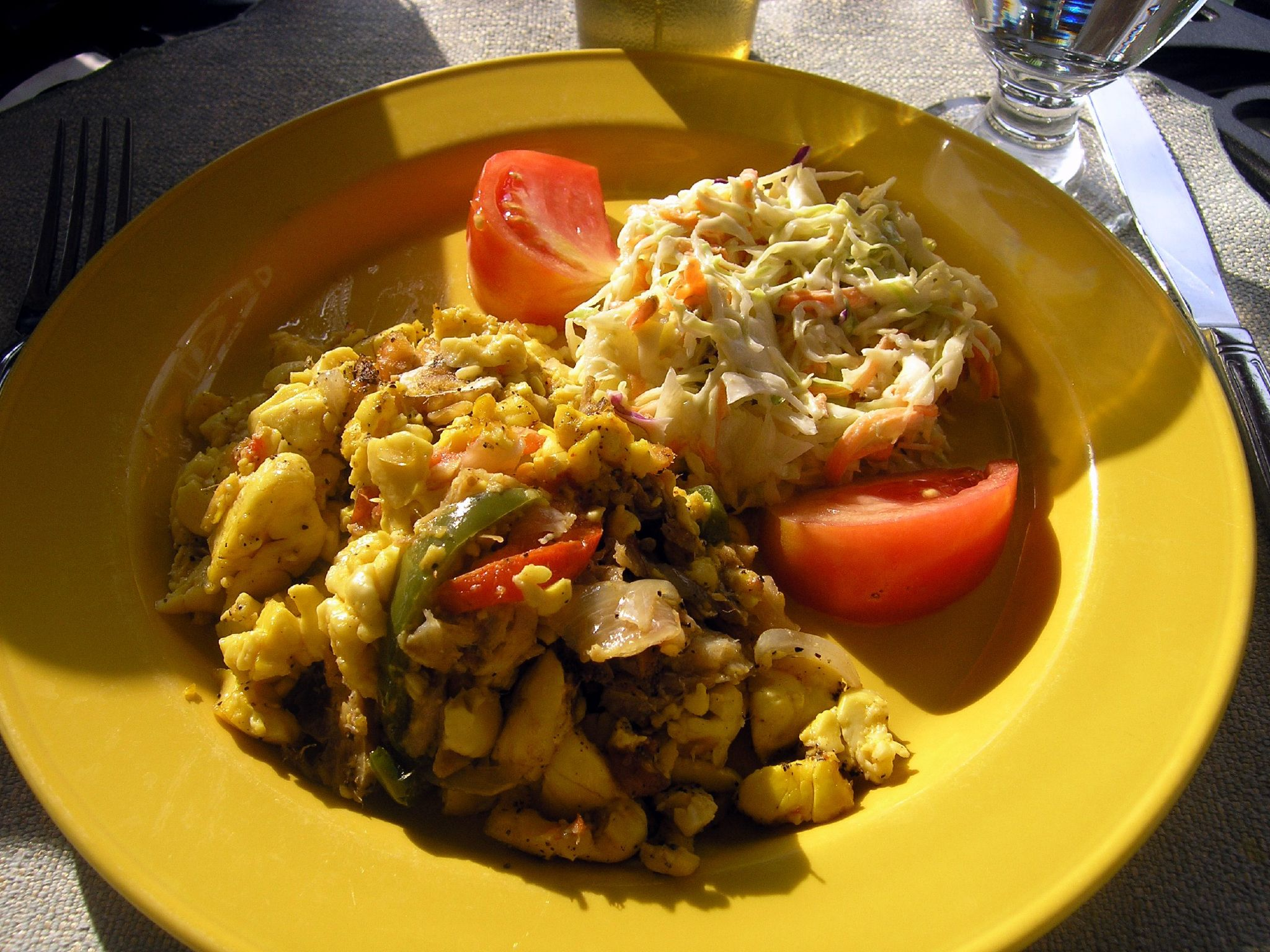
アキー・アンド・ソルトフィッシュ